# De Lesseps Lake
De Lesseps Lake är en sjö i Kanada.   Den ligger i Thunder Bay District och provinsen Ontario, i den sydöstra delen av landet, 1 300 km nordväst om huvudstaden Ottawa. De Lesseps Lake ligger 377 meter över havet.
I omgivningarna runt De Lesseps Lake växer i huvudsak barrskog. Trakten runt De Lesseps Lake är nära nog obefolkad, med mindre än två invånare per kvadratkilometer.